# 大叶榉树
大叶榉树（学名：Zelkova schneideriana）是榆科榉属的植物，为中国的特有植物。分布于中国大陆的陕西、云南、江苏、贵州、浙江、湖北、江西、河南、广西、四川、湖南、甘肃、福建、西藏、广东、安徽等地，生长于海拔200米至2,800米的地区，多生长在溪间水旁和山坡土层较厚的疏林中，目前尚未由人工引种栽培。

## 别名
血榉（江苏扬州） 鸡油树、黄栀榆（浙江） 大叶榆（浙江湖州） “训”（藏语音）（西藏察隅）